# Emmerthal
Emmerthal è un comune di 10.822 abitanti della Bassa Sassonia, in Germania.
Appartiene al circondario (Landkreis) di Hameln-Pyrmont (targa HM).